# ويل هدسون (ملحن)
ويل هدسون (بالإنجليزية: Will Hudson)‏ هو قائد فرقة ‏ وملحن وكاتب أغاني وشاعر أمريكي، ولد في 8 مارس 1908 في بارستاو في الولايات المتحدة، وتوفي في 16 يوليو 1981 في إيزلي في الولايات المتحدة.

## وصلات خارجية
- ويل هدسون على موقع IMDb (الإنجليزية)
- ويل هدسون على موقع ميوزك برينز (الإنجليزية)
- ويل هدسون على موقع أول ميوزيك (الإنجليزية)
- ويل هدسون على موقع ديسكوغز (الإنجليزية)